# Mercatello sul Metauro
Mercatello sul Metauro é uma comuna italiana da região dos Marche, Província de Pesaro e Urbino, com cerca de 1.448 habitantes. Estende-se por uma área de 68 km², tendo uma densidade populacional de 21 hab/km². Faz fronteira com Apecchio, Borgo Pace, Carpegna, Città di Castello (PG), San Giustino (PG), Sant'Angelo in Vado, Sestino (AR).